# Stade Français Football Club

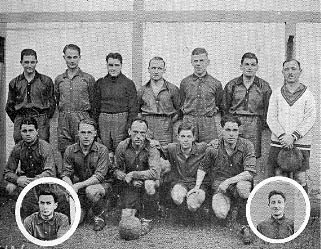
Equipo ganador del Campeonato de París en 1926.

El Stade Français Football Club fue un equipo de fútbol de Francia que jugó en la Ligue 1, la primera división nacional.

## Historia
Fue fundado en el año 1900 en la capital París por iniciativa de Étienne Delavault como la sección de fútbol del Stade Français, equipo multideportivo fundado en 1883 y miembro fundador de la USFSA. Tuvieron varios nombres a lo largo de su historia:
- Stade Français (1900–42, 1943–44, 1945–48, 1950–66, 1968–81, 1985–1990)
- Stade-CAP (1942–43)
- Stade-Capitale (1944–45)
- Stade Français-Red Star (1948–50)
- Stade de Paris FC (1966–68)
- Stade Français 92 (1981–85)

Su época de gloria inició en los años 1940 cuando obtuvo el estatus de equipo profesional al ascender a la Ligue 1 en 1945, y en sus dos primeras temporadas en la primera división terminó en quinto lugar y alcanzarías las semifinales de la Copa de Francia en 1949.
El club descendería en la temporada 1951/51 al terminar en el lugar 18, pero regresaría tras una temporada, descendiendo dos temporadas después a la Ligue 2. Cinco temporadas más tarde consigue su regreso a la Ligue 1, pasando su segunda mejor época donde permaneció por siete temporadas en la primera división, alcanzó las semifinales de la Copa de Francia en 1965 y además compitío por primera vez a nivel internacional cuando jugó en dos ocasiones la desaparecida Copa de Ferias, donde destacó en la edición de 1964/65 en la que avanzó a la segunda ronda, siendo eliminado por el Juventus FC de Italia. Descendería de la Ligue 1 en la temporada 1966/67, la que sería su última aparición en la primera división francesa.
En la temporada siguiente descendería de la Ligue 2 y retornaría a la división aficionada, siendo hasta los años 1980 que retornaría a la Ligue 2, liga en la que estaría las siguientes cuatro temporadas hasta que desciende en la temporada de 1984/85, desapareciendo al año siguiente.

## Palmarés

### Nacional
- Division 2 (1): 1951/52[2]
- Championnat de France (1): 1928

### Regional
- Championat de Paris (6): 1925, 1926, 1928, 1954, 1965, 1979
- Coupe de Paris (1): 1978

## Participación en competiciones europeas
| Temporada | Torneo                 | Ronda | Club       | Resultado |
| --------- | ---------------------- | ----- | ---------- | --------- |
| 1964–65   | Inter-Cities Fairs Cup | 1     | Real Betis | 1–1, 2–0  |
| 1964–65   | Inter-Cities Fairs Cup | 2     | Juventus   | 0–0, 0–1  |
| 1965–66   | Inter-Cities Fairs Cup | 1     | Porto      | 0–0, 0–1  |